# Ioánnis Lavréntis
Ioánnis Georgios Lavréntis (en grec moderne : Ιωάννης Λαυρέντης) est un athlète grec originaire de Maroússi.
Il a notamment participé le 10 avril 1896 à l'épreuve du marathon des Jeux olympiques d'Athènes, où il abandonne au 24e kilomètre,. 
Il avait auparavant été sélectionné grâce à sa première place parmi 38 coureurs au deuxième marathon de qualification tenu le 5 avril, avec un temps de 3 h 11 min 27 s,. Il est donc le deuxième athlète connu à avoir remporté un marathon, après Kharílaos Vasilákos douze jours plus tôt lors de la première course de qualification,,.